# Verfassungsgesetz von 1791
Das britische Verfassungsgesetz von 1791 gliederte die britische Provinz Québec in zwei Provinzen mit jeweils selbstständigen Verwaltungen, das englisch geprägte Oberkanada und das französische Niederkanada. Der Ottawa-Fluss bildete die Grenze zwischen beiden. Für den Westen war zudem keine clergy reserve vorgesehen, Land, das seit 1791 dem Unterhalt des anglikanischen Klerus' gedient hatte. Es wurde damit frei für industrielle Nutzung und Siedlung. Die seigneurie royale, die 1627 eingeführte Ordnung, bei der ein Lehnsherr vom König Land erhielt und dies gegen Dienste und Abgaben weiter verlieh, bestand jedoch fort.